# Sattahip-distriktet
Sattahip-distriktet (Amphoe Sattahip) er et administrativt distrikt i Chonburi (provins) i Thailand.
Indbyggertalet er 154.447 (per 2013).

## Administrativ inddeling
Distriktet har 5 underdistrikter (tambon).
|    | Navn                     |  |  |
| -- | ------------------------ |  |  |
| 1. | Sattahip-underdistriktet |  |  |
| 2. | Na Chom Thian            |  |  |
| 3. | Phlu Ta Luang            |  |  |
| 4. | Bang Sare                |  |  |
| 5. | Samaesan                 |  |  |

12°40′00″N 100°54′00″Ø / 12.66667°N 100.9°Ø